# Copa AUF Uruguay 2024
La Copa AUF Uruguay 2024 fue la tercera edición del torneo de copa organizado por la Asociación Uruguaya de Fútbol, en donde se enfrentaron equipos de todas las divisionales del fútbol uruguayo, y también clubes provenientes de la Organización del Fútbol del Interior.

## Sistema de disputa
La Copa AUF Uruguay 2024 tiene varios cambios, en comparación con la edición anterior, ya que se determinó disminuir la cantidad de plazas por categoría. Se otorgaron 16 plazas para clubes profesionales de AUF, siendo 10 plazas para Primera División y 6 para a Segunda División. A su vez 6 equipos amateurs se unen para completar 22 plazas para equipos AUF: 4 de la Primera División Amateur y 2 de la Divisional D. Los clasificados fueron determinados por su ubicación en la Tabla Anual de ese mismo año, con excepción de los clasificados de la Divisional D que fueron el subcampeón y tercero de la temporada anterior.Los equipos de Primera fueron tomados al momento de terminar el Torneo Intermedio, los de Segunda al momento de finalizar la primera rueda de la Fase Regular y los de Primera Amateur al momento de finalizar el Torneo Apertura.
De la Organización del Fútbol del Interior, participaron previamente 36 equipos, pero únicamente 10 fueron clasificados para la fase final, luego de pasar por rondas previas.Luego de definir los 32 participantes, 16 profesionales y 16 amateurs, la Copa se jugó en un sistema de eliminación directa.
Se entregó un premio de USD 150.000 al campeón del torneo, mientras que el equipo amateur mejor posicionado recibió un incentivo de USD 50.000 para utilizar en obras de infraestructura. El título de campeón no otorga ningún tipo de premio deportivo de clasificación a otros torneos.

## Fase preliminar de OFI
Se disputaron series a partido único. Los equipos fueron agrupados en cuatro zonas (norte, litoral, sur y este) en las cuales deberán atravesar 2 rondas de clasificación. El club 18 de Julio de Fray Bentos (campeón de la Copa B) fue clasificado automáticamente a la Fase Final.

#### OFI - Norte

##### Norte - ronda 1
Los ganadores pasarán a la siguiente ronda, y se sumarán a Univeristario de Salto, vigente campeón de OFI, que saltea esta ronda.
| Equipo 1                 | Resultado    | Equipo 2                 |
| ------------------------ | ------------ | ------------------------ |
| Arsenal (Salto)          | 1:1 (1–3 p.) | Litoral (Paysandú)       |
| Peñarol (Rivera)         | 3:3 (8–7 p.) | Pirata Juniors (Artigas) |
| Estudiantes (Tacuarembó) | 1:2          | Ferro Carril (Salto)     |

##### Norte - ronda 2 (clasificación)
Los ganadores de esta ronda clasifican a la Fase Final de la Copa AUF Uruguay.
| Equipo 1              | Resultado    | Equipo 2           |
| --------------------- | ------------ | ------------------ |
| Universitario (Salto) | 2:3          | Litoral (Paysandú) |
| Ferro Carril (Salto)  | 1:1 (4–1 p.) | Peñarol (Rivera)   |

#### OFI - Litoral

##### Litoral - ronda 1
Los ganadores pasarán a la siguiente ronda.
| Equipo 1                        | Resultado    | Equipo 2                    |
| ------------------------------- | ------------ | --------------------------- |
| Estudiantil (Paysandú)          | 1:3          | Bristol (Mercedes)          |
| Berlín (Nuevo Berlín)           | 0:2          | Santa Emilia (Cardona)      |
| Laureles (Fray Bentos)          | 3:0          | Huracán (Paysandú)          |
| Atlético Bella Vista (Paysandú) | 2:2 (8–7 p.) | Sportivo Barracas (Dolores) |

##### Litoral - ronda 2 (clasificación)
Los ganadores de esta ronda clasifican a la Fase Final de la Copa AUF Uruguay.
| Equipo 1               | Resultado    | Equipo 2                        |
| ---------------------- | ------------ | ------------------------------- |
| Bristol (Mercedes)     | 1:1 (5–4 p.) | Santa Emilia (Cardona)          |
| Laureles (Fray Bentos) | 0:0 (4–5 p.) | Atlético Bella Vista (Paysandú) |

#### OFI - Sur

##### Sur - ronda 1
Los ganadores pasarán a la siguiente ronda, excepto uno de los equipos que participará en la Ronda de clasificación del Sur-Este.
| Equipo 1                       | Resultado | Equipo 2                  |
| ------------------------------ | --------- | ------------------------- |
| Porongos (Flores)              | 3:1       | Juventud Unida (Libertad) |
| Ferrocarrilero (Empalme Olmos) | 0:3       | Campana (Libertad)        |
| Atlético Florida (Florida)     | 1:2       | Juanicó (Canelones)       |
| Boquita (Sarandí Grande)       | 1:2       | Río Negro (San José)      |
| Central (Durazno)              | 1:3       | Darling (Canelones)       |

##### Sur - ronda 2 (clasificación)
| Equipo 1             | Resultado | Equipo 2           |
| -------------------- | --------- | ------------------ |
| Juanicó (Canelones)  | 2:0       | Campana (Libertad) |
| Río Negro (San José) | 4:0       | Porongos (Flores)  |

#### OFI - Este

##### Este - ronda 1
Los ganadores pasarán a la siguiente ronda, excepto uno de los equipos que participará en la Ronda de clasificación del Sur-Este.
| Equipo 1                 | Resultado    | Equipo 2                   |
| ------------------------ | ------------ | -------------------------- |
| San Carlos (San Carlos)  | 2:1          | Boca (Melo)                |
| Melo Wanderers (Melo)    | 1:1 (5–4 p.) | Libertad (San Carlos)      |
| Barrio Olímpico (Minas)  | 1:2          | Lavalleja (Rocha)          |
| Huracán (Treinta y Tres) | 1:1 (5–3 p.) | Lavalleja (Minas)          |
| Piriápolis (Piriápolis)  | 2:0          | Ituzaingó (Punta del Este) |

##### Este - ronda 2 (clasificación)
| Equipo 1                 | Resultado    | Equipo 2                |
| ------------------------ | ------------ | ----------------------- |
| Melo Wanderers (Melo)    | 2:2 (7–6 p.) | Lavalleja (Rocha)       |
| Huracán (Treinta y Tres) | 2:4          | San Carlos (San Carlos) |

#### OFI - Sur vs Este - Ronda 2 (clasificación)
| Equipo 1            | Resultado    | Equipo 2                |
| ------------------- | ------------ | ----------------------- |
| Darling (Canelones) | 1:1 (2–3 p.) | Piriápolis (Piriápolis) |

## Equipos participantes
32 equipos participan de la Copa en versión 2024: los 10 clasificados por la eliminatoria previa de OFI, 10 equipos de Primera División Profesional, 6 equipos de Segunda División Profesional, 4 equipos de Primera División Amateur y 2 equipos de Divisional D. Los 32 equipos de las categorías de la AUF fueron clasificados a través de sus posiciones en la Tabla Anual de ese mismo año.
Sin embargo se sucedieron deserciones, ya que casi todos los clubes que conforman la "Unión de Clubes" (excepto Defensor, vigente bicampeón) decidieron no presentarse al torneo a pesar de tener plaza en el mismo y perdieron sus partidos por walkover. Estos clubes fueron: Cerro, Cerro Largo, Danubio, Peñarol, Progreso y Wanderers.
La siguiente lista es de los equipos que jugaran la Copa Uruguay 2024, agrupados por su categoría:
| Primera División Profesional (10 equipos) | Primera División Profesional (10 equipos) |
| Equipo                                    | Localía                                   |
| ----------------------------------------- | ----------------------------------------- |
| Boston River                              | Florida                                   |
| Cerro                                     | Montevideo                                |
| Cerro Largo                               | Melo (Cerro Largo)                        |
| Danubio                                   | Montevideo                                |
| Defensor Sporting                         | Montevideo                                |
| M. Wanderers                              | Montevideo                                |
| Nacional                                  | Montevideo                                |
| Peñarol                                   | Montevideo                                |
| Progreso                                  | Montevideo                                |
| Racing                                    | Montevideo                                |

| Segunda División Profesional (6 equipos) | Segunda División Profesional (6 equipos) |
| Equipo                                   | Localía                                  |
| ---------------------------------------- | ---------------------------------------- |
| Albion                                   | Montevideo                               |
| Juventud                                 | Las Piedras (Canelones)                  |
| Mvd. City Torque                         | Montevideo                               |
| Oriental                                 | La Paz (Canelones)                       |
| Plaza Colonia                            | Colonia                                  |
| Uruguay Montevideo                       | Montevideo                               |

| Primera División Amateur (4 equipos) | Primera División Amateur (4 equipos) |
| Equipo                               | Localía                              |
| ------------------------------------ | ------------------------------------ |
| Durazno                              | Montevideo                           |
| Club Deportivo Colonia               | Juan Lacaze (Colonia                 |
| Villa Española                       | Montevideo                           |
| Frontera Rivera                      | Rivera                               |

| Divisional D AUF (2 equipos) | Divisional D AUF (2 equipos)   |
| Equipo                       | Localía                        |
| ---------------------------- | ------------------------------ |
| Paso de la Arena             | Montevideo                     |
| Rincón                       | Ciudad de la Costa (Canelones) |

| OFI (10 equipos) | OFI (10 equipos)        |
| Equipo           | Localía                 |
| ---------------- | ----------------------- |
| 18 de Julio      | Fray Bentos (Río Negro) |
| Atl. Bella Vista | Paysandú                |
| Bristol          | Mercedes (Soriano)      |
| Ferro Carril     | Salto                   |
| Juanicó          | Juanicó (Canelones)     |
| Litoral          | Paysandú                |
| Melo Wanderers   | Melo (Cerro Largo)      |
| Piriápolis       | Piriápolis (Maldonado)  |
| Río Negro        | San José                |
| San Carlos       | San Carlos (Maldonado)  |

### Distribución geográfica
Distribución de los equipos por divisional, según su respectiva localía.
| Departamento   | N.º Equipos | Por divisional | Por divisional | Por divisional | Por divisional | Por divisional |
| Departamento   | N.º Equipos | 1°D            | 2°D            | 3ºD            | 4ºD            | OFI            |
| -------------- | ----------- | -------------- | -------------- | -------------- | -------------- | -------------- |
| Montevideo     | 14          | 8              | 3              | 2              | 1              | -              |
| Canelones      | 4           | -              | 2              | -              | 1              | 1              |
| Cerro Largo    | 2           | 1              | -              | -              | -              | 1              |
| Colonia        | 2           | -              | 1              | 1              | -              | -              |
| Maldonado      | 2           | -              | -              | -              | -              | 2              |
| Paysandú       | 2           | -              | -              | -              | -              | 2              |
| Florida        | 1           | 1              | -              | -              | -              | -              |
| Rivera         | 1           | -              | -              | 1              | -              | -              |
| Río Negro      | 1           | -              | -              | -              | -              | 1              |
| Salto          | 1           | -              | -              | -              | -              | 1              |
| San José       | 1           | -              | -              | -              | -              | 1              |
| Soriano        | 1           | -              | -              | -              | -              | 1              |
| Artigas        | 0           | -              | -              | -              | -              | -              |
| Durazno        | 0           | -              | -              | -              | -              | -              |
| Flores         | 0           | -              | -              | -              | -              | -              |
| Lavalleja      | 0           | -              | -              | -              | -              | -              |
| Rocha          | 0           | -              | -              | -              | -              | -              |
| Tacuarembó     | 0           | -              | -              | -              | -              | -              |
| Treinta y Tres | 0           | -              | -              | -              | -              | -              |

## Desarrollo

#### Cuadro de desarrollo
|  | 16avos de final      | 16avos de final      | 16avos de final   |                   |                   | Octavos de final | Octavos de final | Octavos de final |  |  | Cuartos de final | Cuartos de final | Cuartos de final |  |  | Semifinales | Semifinales | Semifinales |  |  | Final | Final | Final |
|  |                      |                      |                   |                   |                   |                  |                  |                  |  |  |                  |                  |                  |  |  |             |             |             |  |  |       |       |       |
|  |                      |                      |                   |                   |                   |                  |                  |                  |  |  |                  |                  |                  |  |  |             |             |             |  |  |       |       |       |
|  |                      |                      |                   |                   |                   |                  |                  |                  |  |  |                  |                  |                  |  |  |             |             |             |  |  |       |       |       |
|  | Frontera Rivera      | Frontera Rivera      | 1                 |                   |                   |                  |                  |                  |  |  |                  |                  |                  |  |  |             |             |             |  |  |       |       |       |
|  | Frontera Rivera      | Frontera Rivera      | 1                 |                   |                   |                  |                  |                  |  |  |                  |                  |                  |  |  |             |             |             |  |  |       |       |       |
|  | Nacional             | Nacional             | 5                 |                   |                   |                  |                  |                  |  |  |                  |                  |                  |  |  |             |             |             |  |  |       |       |       |
|  | Nacional             | Nacional             | 5                 | Nacional          | Nacional          | 4                |                  |                  |  |  |                  |                  |                  |  |  |             |             |             |  |  |       |       |       |
|  |                      |                      |                   | Nacional          | Nacional          | 4                |                  |                  |  |  |                  |                  |                  |  |  |             |             |             |  |  |       |       |       |
|  |                      | Durazno              | Durazno           | 0                 |                   |                  |                  |                  |  |  |                  |                  |                  |  |  |             |             |             |  |  |       |       |       |
|  | Durazno              | Durazno              | Durazno           | 0                 | 2                 |                  |                  |                  |  |  |                  |                  |                  |  |  |             |             |             |  |  |       |       |       |
|  | Durazno              | Durazno              |                   |                   |                   |                  |                  |                  |  |  |                  |                  |                  |  |  |             |             |             |  |  |       |       |       |
|  | Uruguay Montevideo   | Uruguay Montevideo   | 1                 |                   |                   |                  |                  |                  |  |  |                  |                  |                  |  |  |             |             |             |  |  |       |       |       |
|  | Uruguay Montevideo   | Uruguay Montevideo   | 1                 | Nacional          | Nacional          | 4                |                  |                  |  |  |                  |                  |                  |  |  |             |             |             |  |  |       |       |       |
|  |                      |                      |                   | Nacional          | Nacional          | 4                |                  |                  |  |  |                  |                  |                  |  |  |             |             |             |  |  |       |       |       |
|  |                      | Plaza Colonia        | Plaza Colonia     | 0                 |                   |                  |                  |                  |  |  |                  |                  |                  |  |  |             |             |             |  |  |       |       |       |
|  | Litoral              | Litoral              | Plaza Colonia     | 0                 | 1                 |                  |                  |                  |  |  |                  |                  |                  |  |  |             |             |             |  |  |       |       |       |
|  | Litoral              | Litoral              |                   |                   |                   |                  |                  |                  |  |  |                  |                  |                  |  |  |             |             |             |  |  |       |       |       |
|  | Plaza Colonia        | Plaza Colonia        | 3                 |                   |                   |                  |                  |                  |  |  |                  |                  |                  |  |  |             |             |             |  |  |       |       |       |
|  | Plaza Colonia        | Plaza Colonia        | 3                 | Plaza Colonia     | Plaza Colonia     | 1                |                  |                  |  |  |                  |                  |                  |  |  |             |             |             |  |  |       |       |       |
|  |                      |                      |                   | Plaza Colonia     | Plaza Colonia     | 1                |                  |                  |  |  |                  |                  |                  |  |  |             |             |             |  |  |       |       |       |
|  |                      | Piriápolis           | Piriápolis        | 0                 |                   |                  |                  |                  |  |  |                  |                  |                  |  |  |             |             |             |  |  |       |       |       |
|  | Piriápolis           | Piriápolis           | Piriápolis        | 0                 | w.o.              |                  |                  |                  |  |  |                  |                  |                  |  |  |             |             |             |  |  |       |       |       |
|  | Piriápolis           | Piriápolis           |                   |                   |                   |                  |                  |                  |  |  |                  |                  |                  |  |  |             |             |             |  |  |       |       |       |
|  | Peñarol              | Peñarol              | -                 |                   |                   |                  |                  |                  |  |  |                  |                  |                  |  |  |             |             |             |  |  |       |       |       |
|  | Peñarol              | Peñarol              | -                 | Nacional          | Nacional          | 4                |                  |                  |  |  |                  |                  |                  |  |  |             |             |             |  |  |       |       |       |
|  |                      |                      |                   | Nacional          | Nacional          | 4                |                  |                  |  |  |                  |                  |                  |  |  |             |             |             |  |  |       |       |       |
|  |                      | Montevideo City      | Montevideo City   | 0                 |                   |                  |                  |                  |  |  |                  |                  |                  |  |  |             |             |             |  |  |       |       |       |
|  | Paso de la Arena     | Paso de la Arena     | Montevideo City   | 0                 | 0                 |                  |                  |                  |  |  |                  |                  |                  |  |  |             |             |             |  |  |       |       |       |
|  | Paso de la Arena     | Paso de la Arena     |                   |                   |                   |                  |                  |                  |  |  |                  |                  |                  |  |  |             |             |             |  |  |       |       |       |
|  | Montevideo City      | Montevideo City      | 2                 |                   |                   |                  |                  |                  |  |  |                  |                  |                  |  |  |             |             |             |  |  |       |       |       |
|  | Montevideo City      | Montevideo City      | 2                 | Montevideo City   | Montevideo City   | 5                |                  |                  |  |  |                  |                  |                  |  |  |             |             |             |  |  |       |       |       |
|  |                      |                      |                   | Montevideo City   | Montevideo City   | 5                |                  |                  |  |  |                  |                  |                  |  |  |             |             |             |  |  |       |       |       |
|  |                      | Río Negro            | Río Negro         | 1                 |                   |                  |                  |                  |  |  |                  |                  |                  |  |  |             |             |             |  |  |       |       |       |
|  | Río Negro            | Río Negro            | Río Negro         | 1                 | w.o.              |                  |                  |                  |  |  |                  |                  |                  |  |  |             |             |             |  |  |       |       |       |
|  | Río Negro            | Río Negro            |                   |                   |                   |                  |                  |                  |  |  |                  |                  |                  |  |  |             |             |             |  |  |       |       |       |
|  | Danubio              | Danubio              | -                 |                   |                   |                  |                  |                  |  |  |                  |                  |                  |  |  |             |             |             |  |  |       |       |       |
|  | Danubio              | Danubio              | -                 | Montevideo City   | Montevideo City   | 4                |                  |                  |  |  |                  |                  |                  |  |  |             |             |             |  |  |       |       |       |
|  |                      |                      |                   | Montevideo City   | Montevideo City   | 4                |                  |                  |  |  |                  |                  |                  |  |  |             |             |             |  |  |       |       |       |
|  |                      | 18 de Julio          | 18 de Julio       | 0                 |                   |                  |                  |                  |  |  |                  |                  |                  |  |  |             |             |             |  |  |       |       |       |
|  | 18 de Julio          | 18 de Julio          | 18 de Julio       | 0                 | w.o.              |                  |                  |                  |  |  |                  |                  |                  |  |  |             |             |             |  |  |       |       |       |
|  | 18 de Julio          | 18 de Julio          |                   |                   |                   |                  |                  |                  |  |  |                  |                  |                  |  |  |             |             |             |  |  |       |       |       |
|  | Cerro                | Cerro                | -                 |                   |                   |                  |                  |                  |  |  |                  |                  |                  |  |  |             |             |             |  |  |       |       |       |
|  | Cerro                | Cerro                | -                 | 18 de Julio       | 18 de Julio       | 3                |                  |                  |  |  |                  |                  |                  |  |  |             |             |             |  |  |       |       |       |
|  |                      |                      |                   | 18 de Julio       | 18 de Julio       | 3                |                  |                  |  |  |                  |                  |                  |  |  |             |             |             |  |  |       |       |       |
|  |                      | Rincón               | Rincón            | 2                 |                   |                  |                  |                  |  |  |                  |                  |                  |  |  |             |             |             |  |  |       |       |       |
|  | Rincón               | Rincón               | Rincón            | 2                 | w.o.              |                  |                  |                  |  |  |                  |                  |                  |  |  |             |             |             |  |  |       |       |       |
|  | Rincón               | Rincón               |                   |                   |                   |                  |                  |                  |  |  |                  |                  |                  |  |  |             |             |             |  |  |       |       |       |
|  | Progreso             | Progreso             | -                 |                   |                   |                  |                  |                  |  |  |                  |                  |                  |  |  |             |             |             |  |  |       |       |       |
|  | Progreso             | Progreso             | -                 | Nacional          | Nacional          | 2 (1)            |                  |                  |  |  |                  |                  |                  |  |  |             |             |             |  |  |       |       |       |
|  |                      |                      |                   | Nacional          | Nacional          | 2 (1)            |                  |                  |  |  |                  |                  |                  |  |  |             |             |             |  |  |       |       |       |
|  |                      | Defensor Sporting    | Defensor Sporting | 2 (3)             |                   |                  |                  |                  |  |  |                  |                  |                  |  |  |             |             |             |  |  |       |       |       |
|  | Deportivo Colonia    | Deportivo Colonia    | Defensor Sporting | 2 (3)             | 1 (4)             |                  |                  |                  |  |  |                  |                  |                  |  |  |             |             |             |  |  |       |       |       |
|  | Deportivo Colonia    | Deportivo Colonia    |                   |                   |                   |                  |                  |                  |  |  |                  |                  |                  |  |  |             |             |             |  |  |       |       |       |
|  | Juventud             | Juventud             | 1 (5)             |                   |                   |                  |                  |                  |  |  |                  |                  |                  |  |  |             |             |             |  |  |       |       |       |
|  | Juventud             | Juventud             | 1 (5)             | Juventud          | Juventud          | 0                |                  |                  |  |  |                  |                  |                  |  |  |             |             |             |  |  |       |       |       |
|  |                      |                      |                   | Juventud          | Juventud          | 0                |                  |                  |  |  |                  |                  |                  |  |  |             |             |             |  |  |       |       |       |
|  |                      | Albion               | Albion            | 2                 |                   |                  |                  |                  |  |  |                  |                  |                  |  |  |             |             |             |  |  |       |       |       |
|  | San Carlos           | San Carlos           | Albion            | 2                 | 0                 |                  |                  |                  |  |  |                  |                  |                  |  |  |             |             |             |  |  |       |       |       |
|  | San Carlos           | San Carlos           |                   |                   |                   |                  |                  |                  |  |  |                  |                  |                  |  |  |             |             |             |  |  |       |       |       |
|  | Albion               | Albion               | 2                 |                   |                   |                  |                  |                  |  |  |                  |                  |                  |  |  |             |             |             |  |  |       |       |       |
|  | Albion               | Albion               | 2                 | Albion            | Albion            | 0                |                  |                  |  |  |                  |                  |                  |  |  |             |             |             |  |  |       |       |       |
|  |                      |                      |                   | Albion            | Albion            | 0                |                  |                  |  |  |                  |                  |                  |  |  |             |             |             |  |  |       |       |       |
|  |                      | Boston River         | Boston River      | 2                 |                   |                  |                  |                  |  |  |                  |                  |                  |  |  |             |             |             |  |  |       |       |       |
|  | Villa Española       | Villa Española       | Boston River      | 2                 | w.o.              |                  |                  |                  |  |  |                  |                  |                  |  |  |             |             |             |  |  |       |       |       |
|  | Villa Española       | Villa Española       |                   |                   |                   |                  |                  |                  |  |  |                  |                  |                  |  |  |             |             |             |  |  |       |       |       |
|  | Montevideo Wanderers | Montevideo Wanderers | -                 |                   |                   |                  |                  |                  |  |  |                  |                  |                  |  |  |             |             |             |  |  |       |       |       |
|  | Montevideo Wanderers | Montevideo Wanderers | -                 | Villa Española    | Villa Española    | 0                |                  |                  |  |  |                  |                  |                  |  |  |             |             |             |  |  |       |       |       |
|  |                      |                      |                   | Villa Española    | Villa Española    | 0                |                  |                  |  |  |                  |                  |                  |  |  |             |             |             |  |  |       |       |       |
|  |                      | Boston River         | Boston River      | 2                 |                   |                  |                  |                  |  |  |                  |                  |                  |  |  |             |             |             |  |  |       |       |       |
|  | Juanicó              | Juanicó              | Boston River      | 2                 | 0                 |                  |                  |                  |  |  |                  |                  |                  |  |  |             |             |             |  |  |       |       |       |
|  | Juanicó              | Juanicó              |                   |                   |                   |                  |                  |                  |  |  |                  |                  |                  |  |  |             |             |             |  |  |       |       |       |
|  | Boston River         | Boston River         | 2                 |                   |                   |                  |                  |                  |  |  |                  |                  |                  |  |  |             |             |             |  |  |       |       |       |
|  | Boston River         | Boston River         | 2                 | Boston River      | Boston River      | 0                |                  |                  |  |  |                  |                  |                  |  |  |             |             |             |  |  |       |       |       |
|  |                      |                      |                   | Boston River      | Boston River      | 0                |                  |                  |  |  |                  |                  |                  |  |  |             |             |             |  |  |       |       |       |
|  |                      | Defensor Sporting    | Defensor Sporting | 1                 |                   |                  |                  |                  |  |  |                  |                  |                  |  |  |             |             |             |  |  |       |       |       |
|  | Atlético Bella Vista | Atlético Bella Vista | Defensor Sporting | 1                 | 0                 |                  |                  |                  |  |  |                  |                  |                  |  |  |             |             |             |  |  |       |       |       |
|  | Atlético Bella Vista | Atlético Bella Vista |                   |                   |                   |                  |                  |                  |  |  |                  |                  |                  |  |  |             |             |             |  |  |       |       |       |
|  | Defensor Sporting    | Defensor Sporting    | 3                 |                   |                   |                  |                  |                  |  |  |                  |                  |                  |  |  |             |             |             |  |  |       |       |       |
|  | Defensor Sporting    | Defensor Sporting    | 3                 | Defensor Sporting | Defensor Sporting | 1                |                  |                  |  |  |                  |                  |                  |  |  |             |             |             |  |  |       |       |       |
|  |                      |                      |                   | Defensor Sporting | Defensor Sporting | 1                |                  |                  |  |  |                  |                  |                  |  |  |             |             |             |  |  |       |       |       |
|  |                      | Racing               | Racing            | 0                 |                   |                  |                  |                  |  |  |                  |                  |                  |  |  |             |             |             |  |  |       |       |       |
|  | Bristol              | Bristol              | Racing            | 0                 | 1 (2)             |                  |                  |                  |  |  |                  |                  |                  |  |  |             |             |             |  |  |       |       |       |
|  | Bristol              | Bristol              |                   |                   |                   |                  |                  |                  |  |  |                  |                  |                  |  |  |             |             |             |  |  |       |       |       |
|  | Racing               | Racing               | 1 (4)             |                   |                   |                  |                  |                  |  |  |                  |                  |                  |  |  |             |             |             |  |  |       |       |       |
|  | Racing               | Racing               | 1 (4)             | Defensor Sporting | Defensor Sporting | 6                |                  |                  |  |  |                  |                  |                  |  |  |             |             |             |  |  |       |       |       |
|  |                      |                      |                   | Defensor Sporting | Defensor Sporting | 6                |                  |                  |  |  |                  |                  |                  |  |  |             |             |             |  |  |       |       |       |
|  |                      | Ferro Carril         | Ferro Carril      | 0                 |                   |                  |                  |                  |  |  |                  |                  |                  |  |  |             |             |             |  |  |       |       |       |
|  | Ferro Carril         | Ferro Carril         | Ferro Carril      | 0                 | 2                 |                  |                  |                  |  |  |                  |                  |                  |  |  |             |             |             |  |  |       |       |       |
|  | Ferro Carril         | Ferro Carril         |                   |                   |                   |                  |                  |                  |  |  |                  |                  |                  |  |  |             |             |             |  |  |       |       |       |
|  | Oriental             | Oriental             | 1                 |                   |                   |                  |                  |                  |  |  |                  |                  |                  |  |  |             |             |             |  |  |       |       |       |
|  | Oriental             | Oriental             | 1                 | Ferro Carril      | Ferro Carril      | 1 (4)            |                  |                  |  |  |                  |                  |                  |  |  |             |             |             |  |  |       |       |       |
|  |                      |                      |                   | Ferro Carril      | Ferro Carril      | 1 (4)            |                  |                  |  |  |                  |                  |                  |  |  |             |             |             |  |  |       |       |       |
|  |                      | Melo Wanderers       | Melo Wanderers    | 1 (3)             |                   |                  |                  |                  |  |  |                  |                  |                  |  |  |             |             |             |  |  |       |       |       |
|  | Melo Wanderers       | Melo Wanderers       | Melo Wanderers    | 1 (3)             | w.o.              |                  |                  |                  |  |  |                  |                  |                  |  |  |             |             |             |  |  |       |       |       |
|  | Melo Wanderers       | Melo Wanderers       |                   |                   |                   |                  |                  |                  |  |  |                  |                  |                  |  |  |             |             |             |  |  |       |       |       |
|  | Cerro Largo          | Cerro Largo          | -                 |                   |                   |                  |                  |                  |  |  |                  |                  |                  |  |  |             |             |             |  |  |       |       |       |
|  | Cerro Largo          | Cerro Largo          | -                 |                   |                   |                  |                  |                  |  |  |                  |                  |                  |  |  |             |             |             |  |  |       |       |       |

### 16.osde final
Se disputaron series a un partido. En caso de empate, se procedió a la definición por penales. 
| Equipo 1             | Resultado    | Equipo 2             |
| -------------------- | ------------ | -------------------- |
| Frontera Rivera      | 1:5          | Nacional             |
| Durazno              | 2:1          | Uruguay Montevideo   |
| Litoral              | 1:3          | Plaza Colonia        |
| Piriápolis           | W.O.         | Peñarol              |
| Paso de la Arena     | 0:2          | Montevideo City      |
| Río Negro            | W.O.         | Danubio              |
| 18 de Julio          | W.O.         | Cerro                |
| Rincón               | W.O.         | Progreso             |
| Deportivo Colonia    | 1:1 (4–5 p.) | Juventud             |
| San Carlos           | 0:2          | Albion               |
| Villa Española       | W.O.         | Montevideo Wanderers |
| Juanicó              | 0:2          | Boston River         |
| Atlético Bella Vista | 0:3          | Defensor Sporting    |
| Bristol              | 1:1 (2–4 p.) | Racing               |
| Ferro Carril         | 2:1          | Oriental             |
| Melo Wanderers       | W.O.         | Cerro Largo          |

| 11 de septiembre de 2024, 20:00 | Piriápolis | W.O. | Peñarol | Estadio Domingo Burgueño, Maldonado |  |

| 11 de septiembre de 2024, 20:30 | 18 de Julio | W.O. | Cerro | Estadio Parque Liebig's, Fray Bentos |  |

| 11 de septiembre de 2024, 20:30 | Río Negro | W.O. | Danubio | Estadio C.Martínez Laguarda, San José de Mayo |  |

| 12 de septiembre de 2024, 20:00 | Paso de la Arena | 0:2 (0:0) | Montevideo City Torque                   | Estadio Complejo Rentistas, Montevideo |                          |
|                                 |                  |           | - 55' Walter Núñez - 68' Esteban Obregón | Árbitro(s): Kevin Fontes               | Árbitro(s): Kevin Fontes |

| 17 de septiembre de 2024, 11:00 | Durazno                                   | 2:1 (1:0) | Uruguay Montevideo | Estadio J.P.Damiani, Montevideo |                             |
|                                 | - Bruno Motta 11' - Esteban Rodríguez 68' |           | - 86' Óscar Cruz   | Árbitro(s): Andrés Martínez     | Árbitro(s): Andrés Martínez |

| 18 de septiembre de 2024, 20:00 | San Carlos | 0:2 (0:1) | Albion                                     | Estadio Domingo Burgueño, Maldonado |                         |
|                                 |            |           | - 29' Sebastián Ribas - 69' Facundo Parada | Árbitro(s): Juan Cianni             | Árbitro(s): Juan Cianni |

| 18 de septiembre de 2024, 20:00 | Melo Wanderers | W.O. | Cerro Largo | Estadio Ubilla, Melo |  |

| 18 de septiembre de 2024, 20:30 | Bristol                                                                                   | 1:1 (1:1) (2:4 p.)         | Racing                                                                             | Estadio Luis Köster, Mercedes |                             |
|                                 | - Agustín Pírez 10'                                                                       |                            | - 17' Esteban da Silva                                                             | Árbitro(s): Rubén Umpiérrez   | Árbitro(s): Rubén Umpiérrez |
|                                 |                                                                                           | Tiros desde el punto penal |                                                                                    |                               |                             |
|                                 | Fallo de penal (atajado) · Fallo de penal (atajado) · Acierto de penal · Acierto de penal |                            | Agustín Alaniz · Dylan Nandín · Federico Andrada · Martín Ferreira · Renzo Bacchia |                               |                             |

| 18 de septiembre de 2024, 20:30 | Juanicó | 0:2 (0:2) | Boston River                             | Estadio Gloria de un Pueblo, Juanicó |                            |
|                                 |         |           | - 23' Leandro Barcia - 43' Gustavo Viera | Árbitro(s): Pablo Silveira           | Árbitro(s): Pablo Silveira |

| 18 de septiembre de 2024, 20:30 | Rincón | W.O. | Progreso | Estadio Complejo Rentistas, Montevideo |  |

| 25 de septiembre de 2024, 15:00 | Villa Española | W.O. | Montevideo Wanderers | Estadio Obdulio Varela, Montevideo |  |

| 25 de septiembre de 2024, 20:00 | Frontera Rivera        | 1:5 (1:1) | Nacional                                                                                                | Estadio Atilio Paiva Olivera, Rivera |                            |
|                                 | - Álvaro Fernández 21' |           | - 42' Gastón González - 58' Alexis Castro - 61' Gonzalo Petit - 68' Exequiel Mereles - 80' Diego Herazo | Árbitro(s): Santiago Motta           | Árbitro(s): Santiago Motta |

| 25 de septiembre de 2024, 21:30 | Atlético Bella Vista | 0:3 (0:0) | Defensor Sporting                                      | Estadio Parque Liebig's, Fray Bentos |                            |
|                                 |                      |           | - 54' Erico Cuello - 59' Lucas Ymbert - 85' Luan Brito | Árbitro(s): Bruno Sacarelo           | Árbitro(s): Bruno Sacarelo |

| 02 de octubre de 2024, 20:00 | Litoral                 | 1:3 (0:1) | Plaza Colonia                                                  | Estadio Parque Liebig's, Fray Bentos |                            |
|                              | - Nicolás Morales 90+2' |           | - 36' Joaquín Moreira - 75' Lucas Carrizo - 84' Joaquín García | Árbitro(s): Antonio García           | Árbitro(s): Antonio García |

| 09 de octubre de 2024, 20:00 | Ferro Carril                              | 2:1 (2:0) | Oriental             | Estadio Ernesto Dickinson, Salto |                           |
|                              | - Jorgeluis Vera 14' - Daniel Lescano 40' |           | - 62' Benjamín Núñez | Árbitro(s): Pablo Giménez        | Árbitro(s): Pablo Giménez |

| 10 de octubre de 2024, 20:00 | Deportivo Colonia                                                                          | 1:1 (1:0) (4:5 p.)         | Juventud                                                                                     | Estadio Alberto Suppici, Colonia del Sacramento |                           |
|                              | - Matías Romero 33'                                                                        |                            | - 82' Geiner Martínez                                                                        | Árbitro(s): Diego Dunajec                       | Árbitro(s): Diego Dunajec |
|                              |                                                                                            | Tiros desde el punto penal |                                                                                              |                                                 |                           |
|                              | Acierto de penal · Acierto de penal · Acierto de penal · Acierto de penal · Fallo de penal |                            | Acierto de penal · Acierto de penal · Acierto de penal · Acierto de penal · Acierto de penal |                                                 |                           |

### Octavos de final
Se disputaron series a un partido. En caso de producirse empate, se procedió a la definición por penales. 
| Equipo 1          | Resultado    | Equipo 2       |
| ----------------- | ------------ | -------------- |
| Nacional          | 4:0          | Durazno        |
| Plaza Colonia     | 1:0          | Piriápolis     |
| Montevideo City   | 5:1          | Río Negro      |
| 18 de Julio       | 3:2          | Rincón         |
| Juventud          | 0:2          | Albion         |
| Villa Española    | 0:2          | Boston River   |
| Defensor Sporting | 1:0          | Racing         |
| Ferro Carril      | 1:1 (4–3 p.) | Melo Wanderers |

| 09 de octubre de 2024, 20:30 | Plaza Colonia           | 1:0 (0:0) | Piriápolis | Estadio Juan Gaspar Prandi, Colonia del Sacramento |                                |
|                              | - Joaquín Moreira 90+4' |           |            | Árbitro(s): Federico Modernell                     | Árbitro(s): Federico Modernell |

| 10 de octubre de 2024, 20:30 | 18 de Julio                                                        | 3:2 (1:0) | Rincón                                            | Estadio Parque Liebig's, Fray Bentos |                          |
|                              | - Nicolás Morales 10' - Rodrigo Matonte 74' - Brandon González 82' |           | - 90+2' Sebastián Burgos - 90+9' Álvaro Fernández | Árbitro(s): Kevin Fontes             | Árbitro(s): Kevin Fontes |

| 22 de octubre de 2024, 20:30 | Ferro Carril                                                                  | 1:1 (0:1) (4:3 p.)         | Melo Wanderers                                                                      | Estadio Ernesto Dickinson, Salto |                             |
|                              | - Elbio Blanco 49'                                                            |                            | - 18' Diego Machado                                                                 | Árbitro(s): Rúben Umpiérrez      | Árbitro(s): Rúben Umpiérrez |
|                              |                                                                               | Tiros desde el punto penal |                                                                                     |                                  |                             |
|                              | Agustín Panza · Elbio Blanco · Nahuel Machado · Natanael Tabarez · Juan Viera |                            | Adolfo Lima · Luciano Machado · Kevin Da Costa · Martín Falcón · Santiago Bentancur |                                  |                             |

| 23 de octubre de 2024, 15:00 | Juventud | 0:2 (0:0) | Albion                                       | Estadio Parque Artigas, Las Piedras |                                |
|                              |          |           | - 50' Joaquín Fernández - 89' Emanuel Cuello | Árbitro(s): Federico Modernell      | Árbitro(s): Federico Modernell |

| 23 de octubre de 2024, 15:00 | Villa Española | 0:2 (0:1) | Boston River            | Estadio Obdulio Varela, Montevideo |                            |
|                              |                |           | - 36', 85' Franco Pérez | Árbitro(s): Esteban Guerra         | Árbitro(s): Esteban Guerra |

| 24 de octubre de 2024, 16:30 | Defensor Sporting   | 1:0 (1:0) | Racing | Estadio Luis Franzini, Montevideo |                           |
|                              | - Alfonso Barco 28' |           |        | Árbitro(s): Leandro Lasso         | Árbitro(s): Leandro Lasso |

| 24 de octubre de 2024, 20:30 | Nacional                                                              | 4:0 (3:0) | Durazno | Estadio Gran Parque Central, Montevideo |                          |
|                              | - Lucas Sanabria 18', 63' - Nicolás Rodríguez 26' - Gonzalo Petit 29' |           |         | Árbitro(s): Kevin Fontes                | Árbitro(s): Kevin Fontes |

| 25 de octubre de 2024, 20:30 | Montevideo City                                                                         | 5:1 (3:1) | Río Negro                 | Estadio Parque Viera, Montevideo |                            |
|                              | - Lucas Pino 15', 90' - Esteban Obregón 24' - Nicolás Siri 38' - Franco Pizzichillo 75' |           | - 17' Sebastian Rodríguez | Árbitro(s): Pablo Silveira       | Árbitro(s): Pablo Silveira |

### Cuartos de final
Se disputaron series a un partido. En caso de producirse empate, se procedía a la definición por penales.
| Equipo 1          | Resultado | Equipo 2      |
| ----------------- | --------- | ------------- |
| Nacional          | 4:0       | Plaza Colonia |
| Montevideo City   | 4:0       | 18 de Julio   |
| Albion            | 0:2       | Boston River  |
| Defensor Sporting | 6:0       | Ferro Carril  |

| 29 de octubre de 2024, 10:00 | Albion | 0:2 (0:2) | Boston River                                  | Estadio Abraham Paladino, Montevideo |                            |
|                              |        |           | - 27' Agustín Anello - 45+1' Felipe Chiappini | Árbitro(s): Eduardo Varela           | Árbitro(s): Eduardo Varela |

| 29 de octubre de 2024, 15:00 | Montevideo City                                               | 4:0 (3:0) | 18 de Julio | Estadio Parque Capurro, Montevideo |                             |
|                              | - Kevin Altez 5' - Joaquín Pereyra 20' - Lucas Viana 45', 80' |           |             | Árbitro(s): Andrés Martínez        | Árbitro(s): Andrés Martínez |

| 29 de octubre de 2024, 20:30 | Nacional                                                                    | 4:0 (3:0) | Plaza Colonia | Estadio Gran Parque Central, Montevideo |                            |
|                              | - Leandro Lozano 21' - Emiliano Velázquez 23' - Federico Santander 36', 55' |           |               | Árbitro(s): Antonio García              | Árbitro(s): Antonio García |

| 31 de octubre de 2024, 20:30 | Defensor Sporting                                                                                          | 6:0 (4:0) | Ferro Carril | Estadio Luis Franzini, Montevideo |                              |
|                              | - Felipe Cadenazzi 15', 40' - Alfonso Barco 34' - Rodrigo Dudok 44' - Luan Brito 60' - Renzo Giampaoli 85' |           |              | Árbitro(s): Jonathan Fuentes      | Árbitro(s): Jonathan Fuentes |

### Semifinales
Se disputaron series a un partido. En caso de producirse empate, se procedía a la definición por penales.
| Equipo 1     | Resultado | Equipo 2          |
| ------------ | --------- | ----------------- |
| Nacional     | 4:0       | Montevideo City   |
| Boston River | 0:1       | Defensor Sporting |

| 22 de noviembre de 2024, 17:45 | Boston River | 0:1 (0:0) | Defensor Sporting     | Estadio Centenario, Montevideo |                            |
|                                |              |           | 90' Xavier Biscayzacú | Árbitro(s): Santiago Motta     | Árbitro(s): Santiago Motta |

| 22 de noviembre de 2024, 21:15 | Nacional                                                       | 4:0 (1:0) | Montevideo City Torque | Estadio Centenario, Montevideo |                           |
|                                | Diego Herazo 21', 55' · Jeremía Recoba 62' · Gonzalo Petit 90' |           |                        | Árbitro(s): Leandro Lasso      | Árbitro(s): Leandro Lasso |

### Final
Se disputó a partido único. En caso de producirse empate, se procedió a la definición por penales. 
| Equipo 1 | Resultado    | Equipo 2          |
| -------- | ------------ | ----------------- |
| Nacional | 2:2 (1–3 p.) | Defensor Sporting |

| 6 de diciembre de 2024, 20:30 | Nacional                                                            | 2:2 (0:0) (1:3 p.)         | Defensor Sporting                                                          | Estadio Centenario, Montevideo |                          |
|                               | - Diego Herazo 51' - Nicolás López 70'                              |                            | - 50', 90+11' (pen.) Claudio Spinelli                                      | Árbitro(s): Hernán Heras       | Árbitro(s): Hernán Heras |
|                               |                                                                     | Tiros desde el punto penal |                                                                            |                                |                          |
|                               | Alexis Castro · Antonio Galeano · Nicolás López · Ruben Bentancourt |                            | Agustín Soria · Guillermo de los Santos · José Álvarez · Xavier Biscayzacú |                                |                          |

|                                                            |
| Bandera de Uruguay                                         |
| Campeón Copa AUF Uruguay 2024 Defensor Sporting 3er título |

## Récords
- Primer gol:  Walter Núñez de Montevideo City, ante  Paso de la Arena (12 de septiembre de 2024).[7]

- Último gol:  Claudio Spinelli de  Defensor Sporting, ante  Nacional (6 de diciembre de 2024).

- Mayor cantidad de goles en un partido: (6) 
 (1-5)  Frontera Rivera vs.  Nacional (25 de septiembre de 2024) / (6-0)  Defensor Sporting vs. Ferro Carril (31 de octubre de 2024).

- Mayor victoria local: (6-0)  Defensor Sporting vs. Ferro Carril (31 de octubre de 2024).

- Mayor victoria visitante: (1-5)  Frontera Rivera vs.  Nacional (25 de septiembre de 2024).

## Goleadores
| Jugador            | Equipo             | Goles |
| ------------------ | ------------------ | ----- |
| Diego Herazo       | Nacional           | 4     |
| Gonzalo Petit      | Nacional           | 3     |
| Alfonso Barco      | Defensor Sporting  | 2     |
| Luan Brito         | Defensor Sporting  | 2     |
| Felipe Cadenazzi   | Defensor Sporting  | 2     |
| Joaquín García     | Plaza Colonia      | 2     |
| Esteban Obregón    | Montevideo City    | 2     |
| Franco Pérez       | Boston River       | 2     |
| Lucas Pino         | Montevideo City    | 2     |
| Lucas Sanabria     | Nacional           | 2     |
| Federico Santander | Nacional           | 2     |
| Claudio Spinelli   | Defensor Sporting  | 2     |
| Lucas Viana        | Montevideo City    | 2     |
| Kevin Altez        | Montevideo City    | 1     |
| Agustín Anello     | Boston River       | 1     |
| Leandro Barcia     | Boston River       | 1     |
| Xavier Biscayzacú  | Defensor Sporting  | 1     |
| Elbio Blanco       | Ferro Carril       | 1     |
| Sebastián Burgos   | Rincón             | 1     |
| Lucas Carrizo      | Plaza Colonia      | 1     |
| Alexis Castro      | Nacional           | 1     |
| Felipe Chiappini   | Boston River       | 1     |
| Óscar Cruz         | Uruguay Montevideo | 1     |
| Emanuel Cuello     | Albion             | 1     |
| Erico Cuello       | Defensor Sporting  | 1     |
| Esteban da Silva   | Racing             | 1     |
| Rodrigo Dudok      | Defensor Sporting  | 1     |
| Álvaro Fernández   | Frontera Rivera    | 1     |
| Álvaro Fernández   | Rincón             | 1     |
| Joaquín Fernández  | Albion             | 1     |
| Renzo Giampaoli    | Defensor Sporting  | 1     |
| Brandon González   | 18 de Julio        | 1     |
| Gastón González    | Nacional           | 1     |
| Daniel Lescano     | Ferro Carril       | 1     |
| Nicolás López      | Nacional           | 1     |
| Leandro Lozano     | Nacional           | 1     |
| Diego Machado      | Melo Wanderers     | 1     |
| Rodrigo Matonte    | 18 de Julio        | 1     |
| Exequiel Mereles   | Nacional           | 1     |
| Nicolás Morales    | 18 de Julio        | 1     |
| Nicolás Morales    | Litoral            | 1     |
| Joaquín Moreira    | Plaza Colonia      | 1     |
| Bruno Motta        | Durazno            | 1     |
| Benjamín Núñez     | Oriental           | 1     |
| Walter Núñez       | Montevideo City    | 1     |
| Facundo Parada     | Albion             | 1     |
| Joaquín Pereyra    | Montevideo City    | 1     |
| Agustín Pirez      | Bristol            | 1     |
| Franco Pizzichillo | Montevideo City    | 1     |
| Jeremía Recoba     | Nacional           | 1     |
| Sebastián Ribas    | Albion             | 1     |
| Esteban Rodríguez  | Durazno            | 1     |
| Nicolás Rodríguez  | Nacional           | 1     |
| Matías Romero      | Deportivo Colonia  | 1     |
| Nicolás Siri       | Montevideo City    | 1     |
| Jorgeluis Vera     | Ferro Carril       | 1     |
| Gustavo Viera      | Boston River       | 1     |
| Emiliano Velázquez | Nacional           | 1     |
| Lucas Ymbert       | Defensor Sporting  | 1     |